# 지지재
지지재는 경상북도 고령군 다산면 벌지2길 44-3에 있는 조선시대의 건축물이다. 2012년 8월 1일 고령군의 향토문화유산 제7호로 지정되었다.

## 지정 사유
지지재는 1870년 경주김씨 8형제가 조상의 덕을 기리기 위하여 사당과 재실을 건립하였다.
본 건물은 재실과 사당이 공존하는 흔치 않는 예에 속하며, 평면의 구성과 창호의 구성은 매우 독특한 것으로 건축사적인 가치가 있다.
또한, 익사의 층량결구와 초석모습도 눈에 띄는 부분이며 사당의 구성도 이 지역에서 흔히 사용하던 모습이 아니며, 취마루 부분의 2단구성은 매우 독특하다.